# Абу-ль-Асвар Шавур ибн Фадль
Абу-л-Асвар или Абу-л-Асвар Шавур ибн Фадл ибн Мухаммед ибн Шаддад (умер в ноябре 1067) — представитель династии Шеддадидов. С 1049 по 1067 год он управлял Арраном (ныне территория западного Азербайджана) из Гянджи. До этого Абу-л-Асвар был властителем города Двин (владения которого располагались на территории нынешней Армении и северо-восточной Турции) с 1022 года как автономный владыка. Имевший репутацию способного военачальника, мудрого и хитрого правителя, Абу аль-Асвар участвовал в ряде конфликтов с большинством из своих соседей. Во время своего владычества над Двином он был вовлечён преимущественно в дела армянских княжеств. Абу аль-Асвар был союзником Византийской империи в её деле завоевания последних остатков Армянского царства в 1045 году, но когда византийцы впоследствии обратились против него, он сумел отразить три их последовательных наступления, направленных на захват Гянджи. В 1049 году, в ходе восстания в Гяндже был свергнут его дальний родственник Анурширван. Мятежники пригласили его принять власть в эмирате, и Абу аль-Асвар перебрался из Двина в Гянджу. При его правлении династия Шаддадидов достигла пика своего расцвета. Абу аль-Асвар предпринял успешные походы в Грузию и Ширван, хотя его могущество было ограничено неспособностью захватить Тбилисский эмират и противостоять опустошительным набегами алан. В то же время его правление сопровождалось быстрым подъёмом Сельджукской империи и расширением её власти над закавказскими княжествами. Абу-л-Асвар стал вассалом Сельджукидов в 1054 или 1055 году. Хотя в 1065 году он и получил власть над бывшей армянской столицей Ани, благодаря покровительству Сельджукидов, это приобретение также проложило путь к упадку династии после его смерти, последовавшей в ноябре 1067 года.

## Биография

### Происхождение
Основным источником по истории Шеддадидов служит труд османского историка Мюнеджима-баши (ум. 1702). По его мнению, как и большинства современных исследователей, этот род имел курдское происхождение. Основатель династии, Мухаммед ибн Шаддад, ненадолго захватил Двин в начале 950-х годов. Впоследствии Шеддадиды перебрались в Гянджу, главный мусульманский город Аррана, который около 970 года был захвачен сыновьями Мухаммеда ибн Шаддада: Лашкари (I), Марзубаном и Фадлом (I). После этого братья последовательно друг за другом управляли городом в качестве эмиров. Абу-л-Асвар Шавур был вторым сыном Фадла, младшего из этих трёх братьев и четвёртого правителя из рода Шеддадидов. Во время своего долгого правления (985—1031) Фадл расширил владения своей династии над большей частью Аррана, а также частью Армении, захватив Сюник. Фадла в качестве эмира в Гяндже сменил его старший сын Муса (пр. 1031—1034), который, в свою очередь, был убит своим собственным сыном Абу-л-Хасаном Лашкари (II), правившим Гянджой в 1034—1049 годах. Имя Абу-л-Асвар Шавур ибн Фадл представляет собой арабо-персидский гибрид: «Шавур» — это древнеперсидское имя «Шапур», в то время как его кунья содержит арабизированную форму иранского (возможно, дейлемитского) имени «Асвар» (родственное Савару и обозначающее «всадника» или «рыцаря»).

Политическая карта региона Кавказа около 1060 года

### Правитель Двина (1022—1049)
По сообщению Мюнеджима-баши на момент смерти Абу-л-Асвара в 1067 году, общий срок его правления, как в Гяндже, так и до неё «на некоторых территориях», составлял 46 лет. К «некоторым территориям» явно относится город Двин, о чём известно по другим источникам, что при сопоставлении этих сведений означает, что Абу-л-Асвар стал правителем города Двин примерно в 1022 году. Город, хотя и входил в состав Армянского царства, остался без защиты после смерти армянского царя Гагика I в 1020 году и конфликта его сыновей вокруг его наследства. Кроме того, Двин стал жертвой опустошительного набега дейлемитов в 1021 году, который фактически отрезал его от остальной части Армянского царства. После этих событий Двин, по-видимому, искал защиты у Шаддадидов, и Абу-л-Асвар стал его правителем. Отсюда он проводил фактически независимую от своего брата политику, а позже и от племянника, правивших в Гяндже, сосредоточившись больше на отношениях с Арменией, чем на делах в Арране. Абу-л-Асвар был тесно связан с армянскими княжескими родами. Так он женился на сестре Давида I Безземельного, царя Ташира. Его второй сын даже носил традиционное армянское имя Ашот. Из-за того, что Абу-л-Асвар был сосредоточен на делах своего домена, он не упоминается Мюнеджимом-башой до своего вступления на престол в Гяндже в 1049 году. Основными источниками по его деятельности в период 1022—1049 годов служат сведения, исходящие от его противников, армян и византийцев.

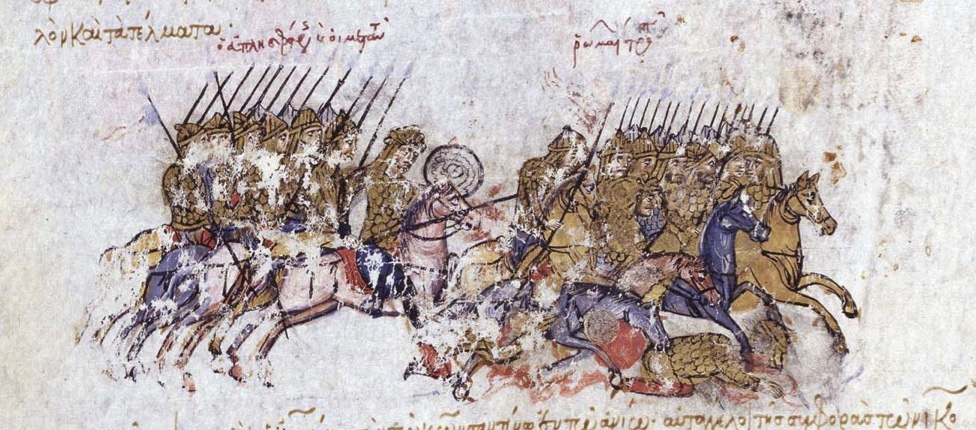
Поражение византийцев у Двина, миниатюра из «Мадридского Скилицы»

Абу-л-Асвар впервые упоминается в истории Матфеем Эдесским в 1040 году, когда армянский дворянин Абират, втянутый в конфликт между сыновьями Гагика I, Ашотом IV и Ованесом-Смбатом III, прибыл в Двин. Опасаясь последнего, Абират с 12 тысячами всадников обратился за защитой к Абу-л-Асвару. Тот сначала приветствовал Абирата и возвысил его при своём дворе, но вскоре перестал ему доверять и приказал убить его, после чего Саре, один из военачальников Абирата, отбыл в Ани со сторонниками убитого. Несмотря на родственные связи, примерно в тот же период Абу-л-Асвар напал на Давида I, царя Ташира. Армия Шаддадидов, насчитывавшая, по словам Матфея Эдесского, невозможные 150 000 человек, захватила большую часть Ташира, но Давиду удалось организовать крупный союз против Абу-л-Асвара. Сам Давид выставил на борьбу с ним 10 000 солдат, Ованес-Смбат III из Ани послал 3000 человек, царь Капана — 2000 и даже царь Грузии отправил 4000 воинов, в то же время Давид обеспечил союзу общественную поддержку со стороны католикоса Кавказской Албании. В итоге Абу-л-Асвар был разгромлен и изгнан из Ташира.
Ашот IV и Ованес-Смбат III умерли почти одновременно (около 1040/41), а сын первого из них Гагик II (пр. около 1042—1045) сменил их обоих на престоле в Ани и начал укреплять своё положение. Главная опасность для его власти исходила от Византийской империи, которая на протяжении всего начала XI века посягала на армянские княжества. Ованес-Смбат даже завещал своё царство империи, а после его смерти византийский император Михаил IV Пафлагонский (пр. 1034—1041) послал войска, чтобы захватить Ани. Гагику II удалось отразить это нападение, а политические беспорядки в Константинополе дали ему после этой попытки несколько лет передышки, но в 1042 году на византийский престол взошёл новый император Константин IX Мономах (пр. 1042—1055), полный решимости реализовать византийские притязания в Армении.